# بهار الشيرواني
بهار الشيرواني (1247 - 1300 هـ) نصر الله خان الشيرواني الشماخي، المعروف ببهار. هو شاعر إيراني، نظم باللغتين الفارسية والتركية. ولد بمدينة شيروان (من مدن آذربيجان) و توفي في تبريز سنة 1300 هـ ودفن بها.

## آثاره
له مثنوية «نرگس وگل» ومثنوية «تحفة العراقين» و ديوان شعر.